# 아서 코난 도일
아서 코난 도일 경(영어: Sir Arthur Conan Doyle, 1859년 5월 22일 ~ 1930년 7월 7일)은 영국의 의사이자 소설가이다. 셜록 홈즈가 주인공으로 등장하는 추리소설이 대표 작품이다.

## 생애
아서 코난 도일은 1859년 5월 22일 영국 스코틀랜드 에든버러에서 태어났다. 아버지 찰스 얼터먼트 도일은 아일랜드계 잉글랜드인이었고 어머니 메리 폴리는 아일랜드인이었다. 코난 도일은 1876년부터 1881년까지 에든버러 대학교에서 의학을 공부하였다. 학생 시절부터 단편을 썼던 그는 20세가 되기 전에 첫 작품을 에든버러 저널에 발표하였다. 첫 번째 결혼은 1885년 루이스 호킨스와 하였고 1907년 진 레키와 두 번째 결혼을 하였다. 첫 부인과 두 명의 자식이 있고 두 번째 부인과 두 명의 자식이 있다.
1930년 7월 7일 심령학에 통달하였다며 연설을 하던 중 심장마비로 사망하였으며 두 번째 부인에게 마지막 말로 당신 정말 멋져(You are wonderful.)라 했다고 한다.
한편 사망 후 그가 관여했던 일 중에 인류화석 조작극 필트다운 사건에 연관되어 있다고 과학계에서 주장하기도 한다.

## 대표작

### 추리 소설
아서 코난 도일의 대표작으로는 셜록 홈즈를 주인공으로 내세운 추리소설들이 있다.
- 《주홍색 연구(A Study in Scarlet)》, (1887년)
- 《네개의 서명(The Sign of Four)》, (1890년)
- 《셜록 홈즈의 모험(The Adventures of Sherlock Holmes)》, (1892년)
- 《셜록 홈즈의 회상록(The Memoirs of Sherlock Holmes)》, (1894년)
- 《바스커빌 가문의 개(The Hound of the Baskervilles)》, (1902년)
- 《셜록 홈즈의 귀환(The Return of Sherlock Holmes)》, (1904년)
- 《공포의 계곡(The Valley of Fear)》, (1914년)
- 《마지막 인사(His Last Bow)》, (1917년)
- 《셜록 홈즈의 사건집(The Case-Book of Sherlock Holmes)《, (1927년)

그 외에 《화롯가 이야기(Round the fire storis)》, (1908년), 《붉은 전등 이야기(Round the red Lamp)》, (1894년)를 쓰기도 하였다.

### 모험 소설
소설 《쥐라기 공원》의 원본격인 《잃어버린 세계(The lost world, 1912)》를 저술하기도 하였다.

### 기타
본업이 의사였던 만큼 의학관련 저술이 있으며 아서 코난 도일 당대의 전쟁인 보어 전쟁에 대한 르포를 남기기도 하였다. 후기의 작품 중에서는 역사·과학 관계의 이야기 <여단장 제라르의 공적> 등이 알려져 있다.

## 서훈
- 1902년 기사작위(Knight Bachelor) 서임[2]
- 1903년 세인트존 훈장(영어판) 2등급(KStJ)[3]

## 같이 보기
- 프리메이슨 목록